# Amphorophora coloutensis
Amphorophora coloutensis är en insektsart som beskrevs av Smith, C.F. och Frank Hall Knowlton 1983. Amphorophora coloutensis ingår i släktet Amphorophora och familjen långrörsbladlöss. Inga underarter finns listade i Catalogue of Life.